# Bréhain
Bréhain település Franciaországban, Moselle megyében. Lakosainak száma 100 fő (2022. január 1.). Bréhain Bellange, Château-Bréhain, Chicourt, Dalhain, Marthille és Villers-sur-Nied községekkel határos.

## Népesség
A település népességének változása:
| Lakosok száma | 101  | 80   | 72   | 93   | 106  | 106  | 107  | 106  | 106  | 100  |
|               | 1968 | 1982 | 1990 | 2006 | 2013 | 2015 | 2017 | 2019 | 2020 | 2022 |